# Eurythyrea austriaca
Eurythyrea austriaca es una especie de escarabajo del género Eurythyrea, familia Buprestidae. Fue descrita científicamente por Linnaeus en 1767.